# エドゥアルド・セラ
エドゥアルド・マルティンス・セラ（Eduardo Martins Serra, 1943年10月2日 - ）はポルトガル・リスボン出身の撮影監督。

## 略歴
1960年から63年までリスボンのTechnical University of Lisbonで工学を学んでいたが、アントニオ・サラザールの政権に対する抗議活動が元で国を去らざるを得なくなり、フランスに移る。パリの映画学校で学んだ後、更にソルボンヌ大学で美術史と考古学を学んだ。
1980年代より撮影監督として活躍し、1997年の『鳩の翼』と2003年の『真珠の耳飾りの少女』で二度オスカーにノミネートされている。

## 主な作品
- 髪結いの亭主 Le Mari de la coiffeuse (1990)
- 妻への恋文 Le Zèbre (1992)
- タンゴ Tango (1993)
- 心の地図 Map of the Human Heart (1993)
- 他人のそら似 Grosse fatigue (1994)
- イヴォンヌの香り Le Parfum d'Yvonne (1994)
- パトリス・ルコントの大喝采 Les Grands ducs (1996)
- 日蔭のふたり Jude (1996)
- 鳩の翼 The Wings of the Dove (1997)
- 最後の賭け Rien ne va plus (1997)
- 奇蹟の輝き What Dreams May Come (1998)
- サン・ピエールの生命 La Veuve de Saint-Pierre (2000)
- アンブレイカブル Unbreakable (2000)
- 歓楽通り Rue des plaisirs (2002)
- 悪の華 La Fleur du mal (2003)
- 真珠の耳飾りの少女 Girl with a Pearl Earring (2003)
- 親密すぎるうちあけ話 Confidences trop intimes (2004)
- ビヨンド the シー 夢見るように歌えば Beyond the Sea (2004)
- 石の微笑 La Demoiselle d'honneur (2004）

- 権力への陶酔  L'Ivresse du pouvoir (2006)
- ブラッド・ダイヤモンド Blood Diamond (2006)
- 引き裂かれた女 La Fille coupée en deux (2007)
- ディファイアンス Defiance (2008)
- 刑事ベラミー　Bellamy (2009)
- ハリー・ポッターと死の秘宝 PART1 Harry Potter And The Deathly Hallows - Part 1 (2010)
- ハリー・ポッターと死の秘宝 PART2 Harry Potter And The Deathly Hallows - Part 2 (2011)